# 앤드리아 보언
앤드리아 보언(Andrea Bowen, 1990년 5월 4일 ~ )은 미국의 배우이다.

## 출연 작품
- 언더 파이어 (2017)
- 프리티 리틀 어딕트 (2015)
- 조 곤 (2014)
- 내겐 너무 특별한 친구 (2013)
- 돌고래의 눈 (2006)
- 밤비 2 (2006)
- 파이널 판타지 7 - 어드벤트 칠드런 (2005)
- 위기의 주부들 (2004)
- 킹 오브 더 힐 (1997)
- 법과 질서 (1990)